# Ligne R du métro de Madrid
Pour les articles homonymes, voir Ligne R.
La ligne R du métro de Madrid, également appelée Ramal, est une courte ligne de métro à l'intérieur de Madrid reliant deux stations : Ópera et Príncipe Pío.

## Description
La ligne R est mise en service le 27 décembre 1925. Elle est alors considérée comme une branche (traduction en français du mot espagnol ramal) de la ligne 2 qui relie la station Ópera, alors appelée Isabel II, à la station Príncipe Pío, qui à l'époque était la station del Norte et qui accueillait des trains de la Compañía de los caminos de hierro del Norte.

## Caractéristiques

### Liste des stations
|  |   |  | Station      | Zone | Communes                 | Correspondances                                          |
|  | - |  | ------------ | ---- | ------------------------ | -------------------------------------------------------- |
|  | ■ |  | Ópera        |      | Madrid (Centre)          | Ligne 2 du métro de Madrid · Ligne 5 du métro de Madrid  |
|  | ■ |  | Príncipe Pío |      | Madrid (Moncloa-Aravaca) | Ligne 6 du métro de Madrid · Ligne 10 du métro de Madrid |